# Henry Barakat
Henry Antoun Barakat (àrab: هنري أنطون بركات, Hanrī Anṭūn Barakāt) (el Caire, 11 de juny de 1914 - 27 de maig de 1997) va ser un conegut director de cinema egipci. Va néixer a Shubra, de pares catòlics melquites d'ascendència sírio-libanesa. El seu pare, el doctor Antoun Barakat, era metge i el rei li va concedir el títol de bei pels seus serveis. Va dirigir algunes de les pel·lícules més famoses del cinema egipci.

## Filmografia
| Any  | Títol en anglès               | Títol en àrab            |
| ---- | ----------------------------- | ------------------------ |
| 1942 | If I Were Rich                | Law kunt ghani           |
| 1942 | The Suspect                   | El-Muttahama             |
| 1942 | The Wanderer                  | El-charid                |
| 1944 | What Madness!                 | Imma guinan              |
| 1945 | This Was My Father's Crime    | Haza ganahu abi          |
| 1945 | The Heart Has Its Reasons     | El-qalb louh wahid       |
| 1947 | The Lady                      | El-Khanum                |
| 1947 | The Love of My Life           | Habib al omr             |
| 1948 | Duty                          | El-Wajeb                 |
| 1948 | Quiet Nights                  | Sagua el lail            |
| 1948 | Punishment                    | el-Ikab                  |
| 1949 | Little Miss Devil             | Afrita Hanem             |
| 1950 | Shore of Love                 | Shati el Gharam          |
| 1950 | Just My Luck!                 | Maalesh ya zahar         |
| 1951 | The Count of Monte Cristo     | Amir el antikam          |
| 1951 | Flowers of Love               | Ward el gharam           |
| 1952 | From One Heart to Another     | Min al kalb al kalb      |
| 1952 | Don't Tell Anyone             | Ma takulshi la hada      |
| 1952 | Immortal Song                 | Lahn al khouloud         |
| 1952 | Love Has No Remedy            | Amal-el hawa malush      |
| 1953 | I Fear for My Child           | Kalbi ala waladi         |
| 1953 | The Rule of Time              | Hukum el zama            |
| 1953 | A Father's Mistake            | Ghaltet ab               |
| 1953 | I Am Alone                    | Ana wahdi                |
| 1954 | The Love Message              | Ressalet gharam          |
| 1954 | With You Forever              | Daiman maak              |
| 1954 | I Am Love                     | Ana el hub               |
| 1955 | Pity My Tears                 | Irham demoui             |
| 1955 | It Happened One Night         | Hadassa zata laila       |
| 1955 | Days and Nights               | Ayyam wa layali          |
| 1956 | The Story of My Love          | Kusset hubi              |
| 1956 | Appointment with Love         | Mawad gharam             |
| 1957 | Girls of Today                | Banat el yom             |
| 1958 | I'll See You                  | Hatta naltaki            |
| 1959 | I Have No One But You         | Malish gherak            |
| 1959 | Have Pity on My Love          | Irham hubbi              |
| 1959 | The Nightingale's Prayer      | Doaa al-Karawan          |
| 1959 | Hassan and Nayima             | Hassan wa Nayima         |
| 1961 | Love Beach                    | Shatie el hub            |
| 1961 | There Is a Man in Our House   | Fi baitina rajul         |
| 1962 | A Day Without Tomorrow        | Yomun bala ghaden        |
| 1963 | Silken Chains                 | Salassel min harir       |
| 1963 | The Open Door                 | El-Bab el maftuh         |
| 1964 | The Crafty One                | Amir el dahaa            |
| 1965 | The Sin                       | Al Haram                 |
| 1966 | It Happened During My Life    | Shaia fi hayati          |
| 1966 | Safar Barlek                  |                          |
| 1966 | The Wedding Night             | Lailat el zafaf          |
| 1967 | Fille du gardien              | Bint El-Harass           |
| 1968 | Three Women                   | Thalath Nesa             |
| 1969 | The Big Love                  | al-Hob al kabir          |
| 1971 | Thin Thread                   | al-Kheit al rafeigh      |
| 1971 | Witch                         | Sahira                   |
| 1973 | A Woman with a Bad Reputation | Imra'a Saye'af Al-Somaa  |
| 1975 | A Sweet Melody                | Nagm fi hayati           |
| 1975 | My Lover                      | Habibati                 |
| 1977 | Mouths and Rabbits            | Afwah wa araneb          |
| 1979 | No Consolation for Women      | Ualla azae lel sayedat   |
| 1984 | The Capture of Fatma          | Leilet al quabd al Fatma |
| 1991 | Wicked Game                   | Loubat El Ashrar         |
| 1992 | The Accused                   | El-Mottahama             |

## Premis i honors
2 victòries i 3 nominacions
Festival Internacional de Cinema de Berlín
- 1959 Nominat Ós d'Or de Berlín per Hassan wa Nayima (1959)[2]
- 1960 Nominat Ós d'Or de Berlín per Doa al karawan (1959)[3]

Festival de Cinema de Canes
- 1965 Nominada Palma d'Or El Haram, (1965)

Jakarta Film Festival
- 1964 Guanyada a la millor pel·lícula Bab el maftuh, (1964)

V edició de la Mostra de València
- 1984 Va guanyar la menció especial per Leilet al quabd al Fatma (1984)

Premi Estatal d'Incentiu d'Egipte en Arts i Lletres del Consell Suprem de Cultura, 1995.

## A la premsa
- The best of Egyptian cinema, the 15 best Egyptian films of all time Arxivat 23 March 2009[Date mismatch] a Wayback Machine.